# Чепеларе
Чепеларе - город и известный горнолыжный курорт в южной части Болгарии . Находится в области Смолян , в 10 км к северу от горнолыжного курорта Пампорово и около 75 км южнее Пловдива. Город является административным центром муниципалитета Чепеларе. 
Чепела́ре (болг. Чепеларе) — город в Болгарии. Находится в Смолянской области, входит в общину Чепеларе. Население составляет 5 547 человек.

## Политическая ситуация
Кмет (мэр) общины Чепеларе — Тодор Костадинов Бозуков (ГЕРБ).
Также действует Совет общины из 13 советников, председатель Совета — Костадин Петров Петков

## Люди связанные с городом
- Дафовска, Екатерина — болгарская биатлонистка, олимпийская чемпионка и призёр чемпионатов мира. Единственная чемпионка зимних Олимпийских игр от Болгарии, родилась в 1975 году в Чепеларе.
- Иван Кехайов - Иван Атанасов Кехайов - болгарский офицер, полковник.

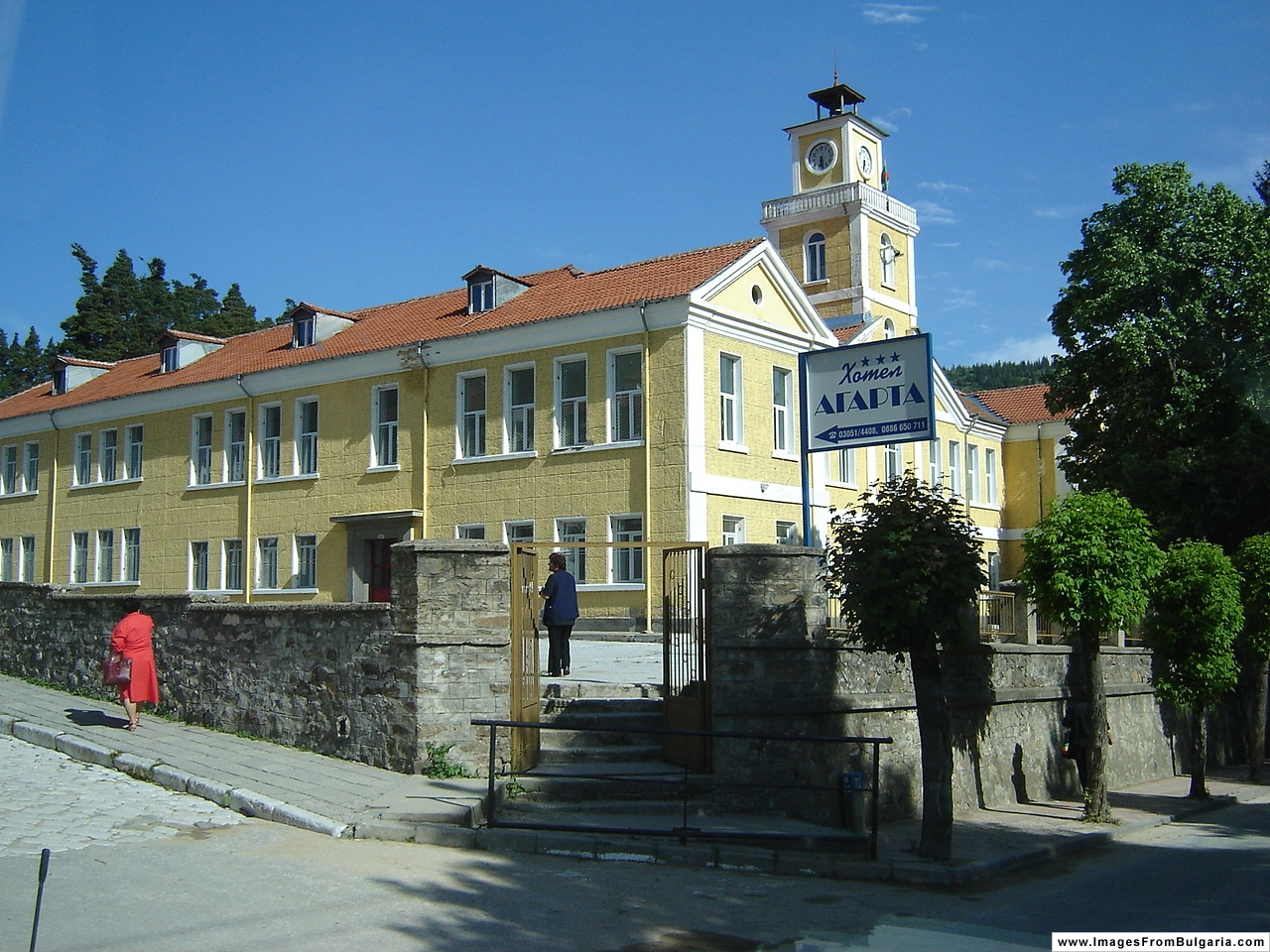
Школа в Чепеларе

## География
Чепеларе расположен в горной местности в горах Родопы с его 1232 м . над уровнем моря является вторым по высоте расположения городом в Болгарии после Доспата .Через город протекает река Чепеларска.

## Религии
Население в основном болгары - христиане и мусульмане.